# 剪取工具
剪取工具內置在Windows XP Tablet PC Edition 2005的Experience Pack和Windows Vista家用進階版，商用版，商用高級版，旗艦版，Windows 7，Windows 8，Windows 8.1、Windows 10和Windows 11中。此軟體原属于Windows XP的Power Toy增强包，於2002年11月7日推出。透过此软件，使用者可以用簡單的方式來擷取螢幕畫面，或剪取任何在螢幕上的物件，然後加入附註、並可以儲存成PNG、GIF、JPEG等圖像格式，亦可以儲存成HTML頁面，或利用E-mail共用影像。剪取工具的操作並不複雜，只需使用滑鼠點擊就可進行擷取。此軟體的快捷鍵是Ctrl+PrtScn。
在Windows 10中，系统附带两个版本的截图工具，Win32版本的“截图工具”和UWP版本的“截图和草图”。在Windows 11中，UWP版本的截图和草图被放弃并移除，相关功能汇入Win32版本的截图工具。后续更新加入OCR功能。

## 历史
在Windows Vista之前，截图工具（最初称为Clipping Tool）包含在Windows XP Tablet PC Edition 2005的体验包中。它最初是作为PowerToy于2002年11月7日在Microsoft Tablet PC上发布的。
在Windows 10版本1809中，引入了一个名为“截图和草图”的UWP版剪取工具。它最初被命名为“全屏截图”，最初是Windows Ink工作区的一个组件。截图工具被修改为包含应用程序弃用的通知警告，这鼓励用户转向截图和草图。尽管如此，该应用程序从未从Windows 10中删除。
在2021年4月，Microsoft发布了Windows 10 Insider build 21354，这使得截图工具可以通过与截图和草图打包从Microsoft Store更新。
Windows 11内部版本22000.132于2021年8月12日发布，引入了对截图和草图的更新，将其重命名为截图工具并将其移植到WinUI 3，并使界面更接近传统的截图工具。91011 自 2023 年 3 月 14 日更新以来，截图工具具有录屏功能。

## 剪取工具剪取項目方式
剪取工具可用以下方式進行螢幕剪取：
- 自由格式剪取 - 不規則線條及形狀剪取。
- 長方形剪取 - 長方形剪取。
- 視窗剪取 - 視窗，如瀏覽器視窗或對話方塊剪取。
- 全螢幕剪取 - 整個螢幕剪取。
- 延遲剪取- 延緩剪取速度。(只支援Windows 10和11)
- 录屏 - 录制屏幕。（只支援Windows 11）